# 约翰·德鲁
约翰·爱德华·德鲁（英語：John Edward Drew，1954年9月30日—2022年4月10日），美国NBA联盟前职业篮球运动员。他在1974年的NBA选秀中第2轮第25顺位被亚特兰大鹰选中。

## 毒品依赖
由于可卡因依赖，德鲁的职业生涯不得不终结。在1983赛季中，因为进戒毒所德鲁错过了38场比赛。尽管在1984年他似乎摆脱了毒瘾，并获得联盟年度回归球员奖，但是到了1985年，德鲁再次毒瘾发作，因为多次违反联盟禁毒令，包括因持有毒品多次被拘，他被NBA处以禁赛处罚。他是首个因为NBA禁毒令被处以终身禁赛的球员。